# World's Most Daring Drivers
World's Most Daring Drivers è un cortometraggio muto del 1911 prodotto dalla Essanay di Chicago. Il nome del regista non viene riportato nei credit.

## Produzione
Il film fu prodotto dalla Essanay Film Manufacturing Company.

## Distribuzione
Distribuito dalla General Film Company, il film - un documentario di una bobina - uscì nelle sale cinematografiche USA il 13 giugno 1911.